# バトル・オブ・ブリテン 史上最大の航空作戦
『バトル・オブ・ブリテン 史上最大の航空作戦』（バトルオブブリテンしじょうさいだいのこうくうさくせん、Hurricane）は2018年のイギリス・ポーランドの戦争映画。
監督はデヴィッド・ブレア、出演はイワン・リオンとマイロ・ギブソンなど。
第二次世界大戦中のバトル・オブ・ブリテンでイギリス空軍第303戦闘機中隊の一員として戦ったポーランド人航空兵たちの活躍を実話をもとに描いている。
日本では2018年11月から開催された「のむコレ2018」で上映された。

## ストーリー
1940年、イギリス軍はドイツ空軍による本土攻撃に対抗するため、総力を結集した航空作戦に打って出た。ポーランドから亡命してきた空軍パイロットのヤンたちは、第303戦闘機中隊に編入され驚異的な活躍をする。しかし、彼らに残酷な運命がのしかかる。

## キャスト
- ヤン・ズムバッハ: イワン・リオン - スイス系ポーランド人のエース・パイロット。
- ジョン・A・ケント（英語版）: マイロ・ギブソン - カナダ人のエース・パイロット。
- フィリス・ランバート: ステファニー・マーティーニ（英語版） - 女性兵士。奔放。
- ヨゼフ・フランチシェク: クリシュトフ・ハーディック - チェコ人のエース・パイロット。
- ヴィトルト・ウルバノヴィチ: マルチン・ドロチンスキ（ポーランド語版） - ポーランド人のエース・パイロット。中隊長。

## 作品の評価
Rotten Tomatoesによれば、6件の評論のうち、83%にあたる5件が高く評価しており、平均で10点満点中5.67点を得ている。